# Борис Каролев
Борис Райчев Каролев (понякога Райчов) е български офицер, санитарен генерал-майор.

## Биография
Борис Каролев е роден на 6 април 1880 г. в Габрово в семейството на политика и бъдещ министър на народното просвещение Райчо Каролев. Завършва средно образование в родния си град. През 1902 г. завършва медицина в Москва. След като се завръща е назначен за лекар на Софийския военен арсенал. На 31 януари 1904 г. е произведен в чин подпоручик и от същата година е старши ординатор в Първа софийска дивизионна болница. На 20 февруари 1906 г. е произведен в чин поручик, а от 17 май 1909 г. е капитан. По време на Балканската война (1912 – 1913) е началник на полева болница. Между 1913 и 1915 г. е отново старши ординатор на Първа софийска дивизионна болница, като на 14 юли 1913 г. е произведен в чин майор.
По време на Първата световна война (1915 – 1918) майор Каролев е полкови лекар и старши полкови лекар на 41-ви пехотен полк, като на 30 май 1917 г. е произведен в чин подполковник. За бойни отличия и заслуги във войната е награден с Военен орден „За храброст“, IV степен, 2-ри клас, без мечове, Народен орден „За военна заслуга“, IV степен, на военна лента и Орден „Св. Александър“, IV степен, с мечове отгоре.
На 30 януари 1923 г. е произведен в чин полковник и от същата година е началник на Военносанитарната част на българската армия. Остава на този пост до 1939 г. През 1924 г. се възстановяват закритите след войната военни болници в България. По негова инициатива е разработен и приет Закон за пострадалите от войните през 1925 г. По време на мандата му като началник на Военносанитарната част се разкриват две първостепенни дивизионни болници в Плевен и Шумен и пет второстепенни в Сливен, Русе, Враца, Дупница и Стара Загора. От 1937 г. е санитарен генерал-майор. Между 1935 и 1939 г. е член на Върховния медицински съвет и е част от ръководството на Българския червен кръст. Умира на 13 август 1941 г..

## Военни звания
- Санитарен Подпоручик (31 януари 1904)
- Санитарен Поручик (20 февруари 1906)
- Санитарен Капитан (17 май 1909)
- Санитарен Майор (14 юли 1913)
- Санитарен Подполковник (30 май 1917)
- Санитарен Полковник (30 януари 1923)
- Санитарен Генерал-майор (1937)

## Награди
- Военен орден „За храброст“, IV степен, 2-ри клас, без мечове (1917)
- Народен орден „За военна заслуга“, IV степен, на военна лента (1918/1921)
- Орден „Св. Александър“, IV степен, с мечове отгоре (1921)